# Roland Eckert
Roland Eckert (* 12. Oktober 1937 in München) ist ein deutscher Soziologe und emeritierter Professor an der Universität Trier.
Eckert studierte Philosophie, Geschichte, Politik und Soziologie an der Eberhard Karls Universität Tübingen, der Universität Hamburg und der Albert-Ludwigs-Universität Freiburg. 1968 wurde er Assistent am Seminar für Soziologie der Universität Tübingen. 1973 wurde er als Professor an die Universität Trier berufen, wo er mit einjähriger Unterbrechung (Universität zu Köln) tätig ist – inzwischen als Emeritus.  Unter anderem ist er Mitglied im Beirat des Institut für interdisziplinäre Konflikt- und Gewaltforschung an der Universität Bielefeld.
Eines seiner Hauptarbeitsgebiete ist die Gewaltforschung. Eckert war an der Erarbeitung der beiden Periodischen Sicherheitsberichte der Bundesregierung beteiligt.

## Schriften (Auswahl)
- Kultur, Zivilisation und Gesellschaft. Die Geschichtstheorie Alfred Webers, eine Studie zur Geschichte der deutschen Soziologie (= Veröffentlichungen der List-Gesellschaft. Reihe A, Band 63). Kyklos-Verlag, Basel 1970, ISBN 3-16-530301-0 (Dissertation Universität Freiburg/Br.).
- Wissenschaft und Demokratie. Plädoyer für eine verantwortliche Wissenschaft (= Gesellschaft und Wissenschaft. Band 1). Mohr, Tübingen 1971, ISBN 3-16-932-281-8.
- (als Hrsg.): Geschlechtsrollen und Arbeitsteilung. Mann und Frau in soziologischer Sicht. Beck, München 1979, ISBN 3-406-06006-4.
- (zus. mit Alois Hahn und Marianne Wolf): Die ersten Jahre junger Ehen. Verständigung durch Illusionen? (= Campus-Forschung. Band 637). Campus-Verlag, Frankfurt/M. 1989, ISBN 3-593-34126-3.
- (zus. mit Rainer Winter): Mediengeschichte und kulturelle Differenzierung. Leske und Budrich, Opladen 1990, ISBN 3-8100-0857-5.
- (zus. mit Thomas Drieseberg und Helmut Willems): Sinnwelt Freizeit. Jugendliche zwischen Märkten und Verbänden. Leske und Budrich, Opladen 1990, ISBN 3-8100-0783-8.
- (zus. mit Helmut Willems und Marianne Wolf): Soziale Unruhen und Politikberatung. Westdeutscher Verlag, Opladen 1993, ISBN 3-531-12476-5.
- (als Hrsg.): Wiederkehr des „Volksgeistes“? Ethnizität, Konflikt und politische Bewältigung. Leske und Budrich, Opladen 1998, ISBN 3-8100-2073-7.
- „Ich will halt anders sein wie die anderen!“ Abgrenzung, Gewalt und Kreativität bei Gruppen Jugendlicher. Leske und Budrich, Opladen 2000, ISBN 978-3-32297435-8.
- Die Dynamik jugendlicher Gruppen. Über Zugehörigkeit, Identitätsbildung und Konflikt. Beltz Juventa, Weinheim 2012, ISBN 978-3-7799-2253-7.
- Die Dynamik der Radikalisierung. Über Konfliktregulierung, Demokratie und die Logik der Gewalt. Beltz Juventa, Weinheim 2012, ISBN 978-3-7799-2254-4.